# Impasse Piver
Impasse Piver är en återvändsgata i Paris 11:e arrondissement. Den börjar vid Passage Piver 3.

### Webbkällor
- ”Impasse Piver”. Mairie de Paris. http://www.v2asp.paris.fr/commun/v2asp/v2/nomenclature_voies/Voieactu/7454.nom.htm. Läst 18 augusti 2016.